# Шапково (Новгородская область)
Шапково — деревня в Солецком районе Новгородской области России. Входит в состав Выбитского сельского поселения.

## История
Указом Президиума ВС РСФСР от 03.12.1953 г. деревня Шапково-Васильчиково переименована в Шапково.
В соответствие с Законом Новгородской области от 11 ноября 2005 года № 559-ОЗ деревня вошла в состав образованного Выбитского сельского поселения.

## Население
| 2010 |
| ---- |
| 1    |